# Ann Ewing
Ann Ewing (született Smith, korábban Ryland) az új Dallas tévésorozat egyik főszereplője, alakítója Brenda Strong.
Első szerepét 2012-ben alakította. Ann Bobby Ewing harmadik felesége. Bobby 2005-ben vette feleségül Annt és ő lett a családanya Southforkban.

## Fordítás
- Ez a szócikk részben vagy egészben  az   Ann_Ewing_(Dallas) című angol Wikipédia-szócikk fordításán alapul.  Az eredeti cikk szerkesztőit annak laptörténete sorolja fel. Ez a jelzés csupán a megfogalmazás eredetét és a szerzői jogokat jelzi, nem szolgál a cikkben szereplő információk forrásmegjelöléseként.